# Recoleta (Trolebús de Quito)

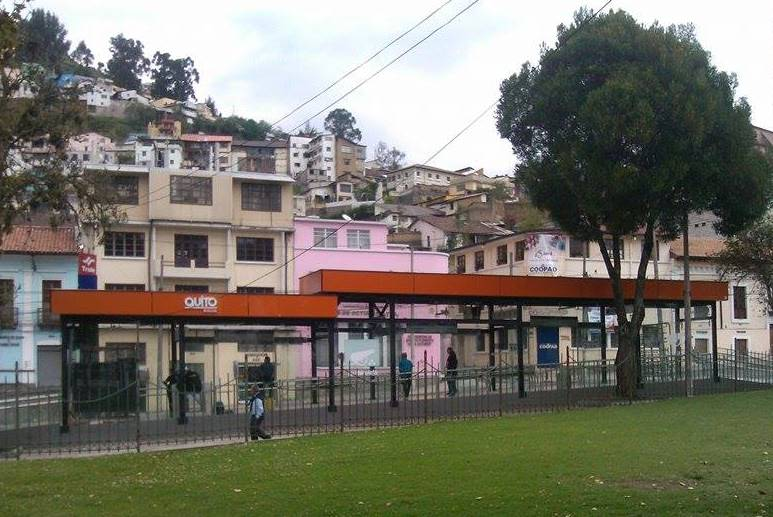
Parada La Recoleta.

La Recoleta es la decimonovena parada del Corredor Trolebús, en el centro de la ciudad de Quito. Se ubica sobre la avenida Maldonado, intersección con la calle de la Exposición, en la parroquia Centro histórico. Fue construida durante la administración del alcalde Jamil Mahuad Witt, quien la inauguró en el 17 de diciembre de 1995 dentro del marco de la primera etapa operativa del sistema, que funcionaba entre las paradas El Recreo y Teatro Sucre.
El 27 de mayo de 2016, durante la alcaldía de Mauricio Rodas, fue reinaugurada tras un proceso de remodelación que incluyó no sólo el cambio de aspecto de la estructura con vidrio transparente y techos ecológicos, sino que también se la adecuó internamente con red gratuita de wifi, iluminación led, accesibilidades para gente con discapacidad y un moderno sistema de vigilancia.
Toma su nombre del sector en el que se encuentra, históricamente conocido como La Recoleta por encontrarse allí un convento de retiro ocupado por varias órdenes católicas a lo largo de los siglos. La parada sirve al sector circundante, con algunas de sus edificaciones consideradas patrimonio de la humanidad. A sus alrededores se encuentran el Palacio de La Recoleta (sede del Ministerio de Defensa), el convento del Buen Pastor, mansiones de inicios del siglo XX, restaurantes y locales comerciales.
Su iconografía está representada por un cañón con tres balas, que simbolizan al Ministerio de Defensa. Esta constituye la parada que abre el recorrido por el Centro Histórico Colonial.